# Aréthuse (nymphe)
Pour les articles homonymes, voir Aréthuse.
Dans la mythologie grecque, Aréthuse (en grec ancien : Ἀρέθουσα / Aréthousa) est une nymphe du cortège d'Artémis. Étant la fille de Nérée, elle est aussi une Néréide.
La légende la plus élaborée est racontée par Ovide : Aréthuse intervient dans la légende de l'enlèvement de Proserpine (Perséphone) par Pluton (Hadès). Elle révèle à Cérès (Déméter) que sa fille est prisonnière aux Enfers.

## Famille
Ses parents sont le dieu marin primitif Nérée, surnommé le vieillard de la mer, et l'océanide Doris. Elle est l'une de leur multiples filles, les Néréides, généralement au nombre de cinquante, et a un unique frère, Néritès. Pontos (le Flot) et Gaïa (la Terre) sont ses grands-parents paternels, Océan et Téthys ses grands-parents maternels.

## Les sources

### Pindare de Thèbes (-518 à -442/439)
Pour Pindare (Pythiques, 3, 69 ; etc.), Ἀρέθουσα / Aréthousa est le nom d'une nymphe et d'une fontaine près de Syracuse.

### Théocrite (ca-310 àca-250)
Théocrite (Idylles, 1, 115-118 ; aussi à la fin de la XVIe idylle) mentionne Aréthuse :
« Ὦ λύκοι, ὦ θῶες, ὦ ἀν’ ὤρεα φωλάδες ἄρκτοι,
χαίρεθ’· ὁ βουκόλος ὔμμιν ἐγὼ Δάφνις οὐκέτ’ ἂν’ ὕλαν,
οὐκέτ’ ἀνὰ δρυμώς, οὐκ ἄλσεα. Χαῖρ’, Ἀρέθοισα,
καὶ ποταμοί, τοὶ χεῖτε καλὸν κατὰ Θυμβρίδος ὕδωρ. »
« Loups, ours et vous tous hôtes des forêts, recevez mes adieux ; vous ne verrez plus Daphnis dans les bois ni sur les coteaux. Adieu, Aréthuse, adieu, fleuves qui portez le tribut de vos ondes dans les flots limpides du Thymbris. »

### Virgile (-70 à -19)
Virgile (Bucoliques, dixième églogue) mentionne Aréthuse, la Sicile et Doris : « [1] Permets, ô Aréthuse, ce dernier effort à ma muse champêtre. Que mon cher Gallus ait de moi peu de vers, mais des vers qui soient lus de Lycoris elle-même : qui refuserait des vers à Gallus ? Ainsi puisse ton onde, coulant sous les flots de Sicile, [5] ne se mêler jamais avec l'onde amère de Doris ! Commençons, et chantons les malheureuses amours de Gallus, tandis que mes chèvres camuses brouteront les tendres arbrisseaux. Ici rien n'est sourd à nos chants, j'entends déjà les forêts me répondre. »

### Hygin (-67 à +17)
Hygin (Fables, préface, VIII) donne une liste les noms des cinquante Néréides nées de Nérée et Doris ; Aréthuse est l'une d'elles : « Ex Nereo et Doride Nereides quinquaginta […] Arethusa […] ».
Hygin (Fables, CLVII, Neptuni filii) mentionne Abas né de Neptune et de la Néréide Aréthuse : « Abas ex Arethusa Nerei filia ».

### Strabon (ca-60 àca+20)
Strabon raconte que l'Alphée était censé prendre sa source dans le Péloponnèse puis couler sous terre jusqu'à ce qu'il atteigne Syracuse. Il n'ajoutait aucune foi à ces histoires. Faisant allusion à l'une d'elles, il ajoute : « […] et voici le genre de preuve qu'on fournit : une certaine coupe fut jetée, pense-t-on, dans l'Alphée à Olympie et fut retrouvée dans la fontaine ». Et encore : « […] la fontaine fut colorée par les sacrifices de bœufs à Olympie ».

### Ovide (-43 à +17/18)
Pour Ovide (Métamorphoses, 4, 494), Aréthuse est une nymphe de la suite de Diane. Elle est aimée par Alphée.
Aréthuse, qui faisait partie de la suite de Diane (Artémis), se baigna dans les eaux du dieu-fleuve Alphée. Le dieu s'éprit d'elle et la poursuivit, métamorphosé en chasseur. Diane changea Aréthuse en une source souterraine qui jaillit à Ortygie. Cependant, Alphée passa sous la mer et mêla ses eaux à celle de la source. Notons que dans une version plus ancienne de cette légende, c'est Artémis elle-même qu'aima Alphée. La déesse lui échappa en se maculant le visage de boue afin qu'il ne la reconnût pas.
Ovide (Métam., V, 487 à 505) : Aréthuse intervient dans la légende de l'enlèvement de Proserpine (Perséphone) par Pluton (Hadès). Elle dévoile à Cérès (Déméter) que sa fille est prisonnière des Enfers. Puis (Métam., V, 572 à 641) elle raconte à Cérès les raisons de sa présence en Sicile : la passion d'Alphée, l'intervention de Diane (Artémis) et la fuite en Sicile.

### Pausanias (ca115 àca180)
Pausanias mentionne l'histoire d'Aréthuse et Alphée dans sa description de l'Élide. Il ajoute qu'il ne refuse pas de la croire : « je sais qu'elle est confirmée par le dieu de Delphes. Car, lorsqu'il envoya Archias, le Corinthien, fonder Syracuse, voici comment l'oracle s'exprima : Une île, Ortygie, repose sur l'océan brumeux du côté de Trinacrie, là où les bouillonnement des flots d'Alphée, à son embouchure, se mêlent à la source de l'ample Aréthuse »,.
Il raconte dans un autre passage l'histoire d'Artémis et Alphée, sans mentionner Aréthuse.

### Nonnos de Panopolis (début duVesiècle)
Aréthuse est citée par le dieu fleuve Alphée dans le chant VI des Dionysiaques de Nonnos de Panopolis. Ce chant raconte le déluge universel provoqué par Jupiter à la suite de la mise à mort de Zagreus (ou Zagrée), personnage orphique dont Dionysos est la réincarnation : 
« Ô Nil, que vais-je devenir quand Aréthuse m'est cachée? Ô Pyrame, pourquoi te hâter ? A qui donc as-tu laissé Thisbé, ta compagne? Heureux l'Euphrate qui n'éprouva jamais la passion de l'amour ! Pour moi, je tremble et suis jaloux à la fois ! Peut-être en ce moment Jupiter a pris la forme de l'onde et se confond avec mon aimable Aréthuse. Redoute le même sort pour ta Thisbé. Hélas ! Pyrame sert de consolation à Alphée ; et tous les deux cependant, nous souffrons moins de la pluie de Jupiter que du trait de Vénus. Ami, suis-moi ; pendant que je chercherai les traces de ma Syracusaine Aréthuse, toi, Pyrame, tu chercheras Thisbé. »

## La fontaine Aréthuse

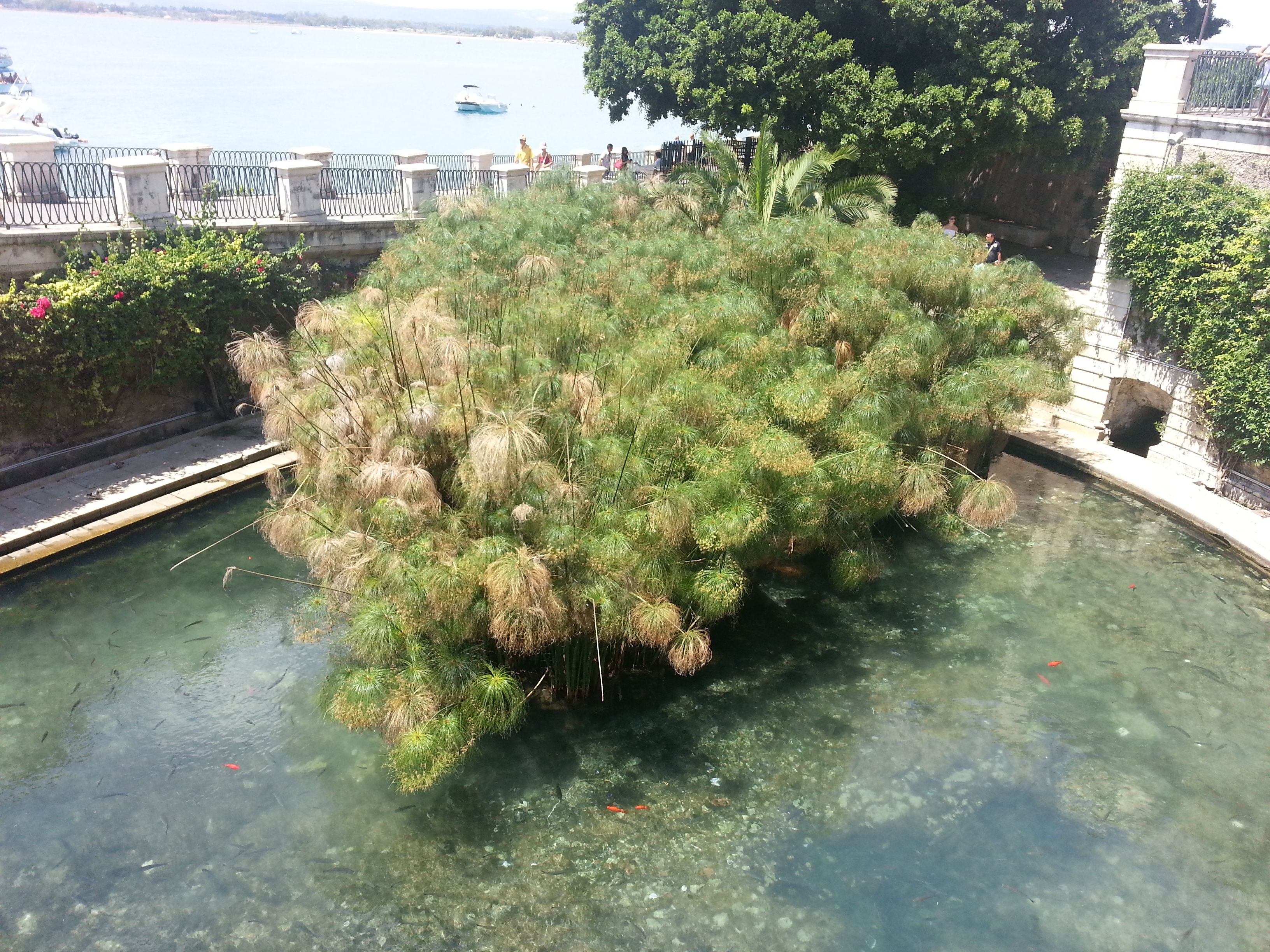
La fontaine Aréthuse sur l'île d'Ortygie (Syracuse, Sicile).

La légende s'expliquerait par l'homonymie de deux sources, l'une dans le Péloponnèse (en Élide ou en Achaïe), l'autre sur l'île d'Ortygie à Syracuse (Sicile). Une autre source du même nom existe au sud de Chalcis (Eubée). 
Cicéron, évoque « une source d'un débit surprenant, regorgeant de poissons, et dont la situation est telle qu'elle serait submergée par les flots de la mer si elle n'était protégée par un solide mur de pierres ».  
Elle est la source principale d'eau douce de l'île, partageant la nappe phréatique du fleuve Ciane. Elle jaillissait autrefois d'une grotte naturelle. 
La fontaine Aréthuse est devenue célèbre. Les poètes modernes y ont fait de fréquentes allusions : Milton (dans Lycidas), Shelley, D'Annunzio, etc. L'amiral anglais Nelson lui-même rendit hommage à sa renommée en y faisant faire eau à ses navires avant de gagner la bataille du Nil en 1798. Dans une lettre datée du 22 juillet, il écrit : « […] grâce à vos efforts, nous avons pu nous ravitailler et faire eau. Nous avons fait eau à la fontaine d'Aréthuse, et la victoire ne peut donc être qu'à nous […] ». 
La fontaine actuelle date du XIXe siècle. Le bassin était rempli de muges et bordé de papyrus. Elle est séparée de la mer par une digue qui sert de promenade.

## Évocations artistiques

### Sculpture
- 1732 : Fontaine d'Alphée et d'Aréthuse de Jean-Pierre Defrance, rue du Gros-Horloge à Rouen

### Littérature
- 1895 : Aréthuse, recueil de poèmes d'Henri de Régnier.
- 2022 : Arethusa Marchetti est le nom de la néréide apparaissant comme personnage secondaire du comic-book Miss Medusa's Monstrous Menagerie de Paul Hanley et Matt Frank[16],[17].

### Autres
- 1930 : La fontaine d'Aréthuse, première pièce des Mythes pour violon et piano de Karol Szymanowski
- 1951 : Aréthuse, n° 6 des Six métamorphoses d'après Ovide pour hautbois seul de Benjamin Britten.
- 1949 : La Fontaine d'Aréthuse, film d'Ingmar Bergman